# Hygrotus turbidus
Hygrotus turbidus är en skalbaggsart som först beskrevs av Leconte 1855.  Hygrotus turbidus ingår i släktet Hygrotus och familjen dykare. Inga underarter finns listade i Catalogue of Life.